# 西嶋定生
西嶋 定生（にしじま さだお、1919年6月25日 - 1998年7月25日）は、日本の中国史学者、東京大学名誉教授。京都大学の宮崎市定、東京大学の堀敏一、一橋大学の増淵龍夫等と共に戦後の中国古代史研究をリードする存在であった。

## 経歴
出生から修学期
1919年、岡山県阿哲郡本郷村(現・新見市)で生まれた。第六高等学校を経て、東京帝国大学に神学。六高・東京帝大共に同級生であった中央アジア史学者の山田信夫とは終生を通じて親友であった。
東洋史研究者として
修了後は、東方文化学院研究員に就いた。東京大学東洋文化研究所研究員を経て、1949年より東京大学文学部東洋史学科助教授。1967年に教授昇格。1961年に学位論文『二十等爵制の研究』を東京大学に提出して文学博士号を取得。1980年に東京大学を定年退官し、名誉教授となった。その後は、新潟大学や就実女子大学でも教授を務めた。1998年7月25日死去。享年79。

## 研究内容・業績
はじめ明・清の社会経済史を専攻したがのちに古代史に移り、中華帝国冊封体制論・東アジア世界論を唱え、邪馬台国北九州説に与した。

### 秦漢帝国論
西嶋は、日本における中国史時代区分論争の主要な論者の一人である。この論争では経済発展段階説の古代・中世・近世・近代に分ける四区分法を使い、主に漢代までを古代・魏晋南北朝から隋唐までを中世とする京大派と唐代までを古代・宋からを中世とする歴研派の二つに分かれている。西嶋は歴研派に属す。
西嶋は1949年・1950年に発表した論考（西嶋旧説）で、高祖の配下集団に見られる中涓・舎人・卒・客といった言葉に着目し、これを家内奴隷的・擬制家族的な存在であるとし、高祖集団を戦闘集団ではなく生活集団であるとした。そしてこの高祖集団の有り様は当時の豪族一般に通ずるものであり、この形態こそが当時の社会経済の主な部分を担っており、漢帝国と皇帝という関係もまたこの形態を取っているとした。西嶋はこれを奴隷制が中国的な展開をしたものとみなし、漢帝国が奴隷制国家であったと論じた。
これに対して様々な方面から批判が寄せられたが、その中で最も重要なものが増淵龍夫によるものである。増淵は、西嶋の高祖集団に対する理解は正しいとする。しかしそれを即座に敷衍し、奴隷制といういわば外形からのアプローチのみで理解することが正しいことであろうか、との疑念を出し、当事者たちの内部、心的部分までに踏み込まねば真の理解は得られないとした。春秋時代以前においては集落（邑）は同一氏族が一緒になって生活する場であり、その中での成員の変動というのはほとんどなかった。しかし戦国時代以降は集落の中から外へ、外から中への移動が激しくなっていた。その中で血縁という絆を持たない者同士が新しく人間関係を築く際の絆とされた者が戦国四君などに見られる「恩を恩で返す」というような任侠精神である。この任侠精神は、当時の社会の外に存在していた遊侠などに限定されたものではなく、西嶋が言ったような家内奴隷的集団を内側から支える役割をなしたものであるとする。
またこれに加えて浜口重国により、当時の社会において豪族は生産の主たる位置を占めておらず、生産の主たる位置は圧倒的多数である自作小農民である、という指摘が行われた。これらの批判を受けて西嶋は旧説を撤回し、皇帝と小農民との関係性を主眼に置いた新たな論考（西嶋新説）を発表した。これが個別人身的支配論である。西嶋は漢の二十等爵制を分析し、この爵制の目的が、当時崩壊しつつあった旧来の民間集落の秩序を新たな爵制により補填することにより、集落の秩序形成を国家が肩代わりすることで民衆一人一人個別の人身に対して支配を及ぼそうとすることにあったとした。
増渕は西嶋新説を「その着眼点の非凡さには敬意を表する」としたものの、西嶋新説の皇帝・国家側から一方的に民衆に対して支配力を及ぼす形は、結局のところ西嶋が否定した東洋的専制主義・アジア的停滞論と変わる所がないのではないか、として、西嶋の論を「動きの取れない構造論」と批判し、西嶋が「個別人身的支配の外の存在」とした豪族と、その支配下にある民とが形成する共同体こそが、個別人身的支配を現実的に実現する媒介の役割をなす存在であるとした。

## 著書
単著
- 『中国古代帝国の形成と構造：二十等爵制の研究』東京大学出版会 1961
- 『中国経済史研究』東京大学出版会 1966
- 『秦漢帝国』(中国の歴史 2) 講談社 1974
  - 文庫化 講談社学術文庫 1997
- 『中国古代の社会と経済』東京大学出版会 1981
- 『中国古代国家と東アジア世界』東京大学出版会 1983
- 『日本歴史の国際環境』東京大学出版会(UP選書) 1985
- 『邪馬台国と倭国：古代日本と東アジア』吉川弘文館 1994
- 『中国史を学ぶということ わたくしと古代史』吉川弘文館 1995
- 『倭国の出現：東アジア世界のなかの日本』東京大学出版会 1999
- 『古代東アジア世界と日本』李成市編 岩波現代文庫 2000

著作集
- 『西嶋定生 東アジア史論集』(全5巻) 岩波書店 2002

共著編著
- 『中国史の時代区分』鈴木俊共著、東京大学出版会 1957
- 『東洋史入門』有斐閣 1967

- 『奈良・平安の都と長安：日中合同シンポジウム古代宮都の世界』小学館 1983
- 『空白の四世紀とヤマト王権：邪馬台国以後シンポジウム』角川選書 1987
- 『巨大古墳と伽耶文化：“空白"の四世紀・五世紀を探る』角川選書 1992

訳書
- 『歴史激流 楊寛自伝 ある歴史学者の軌跡』楊寛著、西嶋監訳、高木智見訳、東京大学出版会 1995

記念論集
- 『東アジア史における国家と農民：西嶋定生博士還暦記念論集』（17名の論考） 山川出版社 1984
- 『東アジア史の展開と日本：西嶋定生博士追悼論文集』（26名の論考） 山川出版社 2000

## 関連リンク
- 西嶋 定生 - CiNii Research